# Оттон I (герцог Брауншвейг-Люнебурга)
Оттон I Дитя (нем. Otto I das Kind; 1204 — 9 июня 1252) — герцог Брауншвейг-Люнебурга с 1235 года, единственный сын Вильгельма Толстого, герцога Люнебурга, и Елены, дочери короля Дании Вальдемара I Великого. Оттон оказался единственным наследником всех вельфских владений и стал родоначальником Брауншвейгского дома.

## Происхождение
Оттон происходил из знатного германского рода Вельфов. Его дедом был герцог Саксонии и Баварии Генрих Лев, противник императора Фридриха I Барбароссы. После того как в 1181 году он был лишён большинства владений, в его распоряжении осталось всего несколько ленов вокруг городов Люнебург и Брауншвейг. После того как в 1203 году трое сыновей Генриха Льва в Подеборне поделили его владения, старшему сыну, Вильгельму, досталась их восточная часть, центром которой был Люнебург. Он был женат на Елене, дочери датского короля Вальдемара I Великого. В этом браке родился единственный ребёнок — сын Оттон.

## Ранние годы
Оттон родился в 1204 году. Когда 12 декабря 1213 года умер Вильгельм Люнебургский, его сын был несовершеннолетний, из-за чего его прозвали «Дитя» (нем. das Kind). Его опекунами были двое братьев отца — император Оттон IV Брауншвейгский и пфальцграф Рейнский Генрих Старший. Поскольку у императора не было сыновей, а единственный сын пфальцграфа, Генрих Младший, умер в 1214 году, Оттон стал единственным наследником родовых владений Вельфов, которые его дед Генрих Лев смог сохранить после краха 1181 года. Его мать, Елена Датская, которая ещё была жива в 1234 году, ревностно отстаивала интересы сына. Император Оттон IV умер в 1218 году, после чего большинство его владений унаследовал последний оставшийся в живых брат, однако Оттон Дитя получил Лауэнбург, который хотя и считался наследством его отца, до сих пор удерживался дядей.
Пфальцграф Генрих не всегда строго заботился о благе племянника. Он к 1219 году завершил длившийся почти 100 лет спор с Бременским архиепископством о владении графством Штаде, договорившись о том, что в обмен на пожертвования будет владеть им, но после его смерти графство должно было отойти к архиепископам. Позже он пожалел об этом, попытавшись в июле 1223 года получить бременские владения для племянника. Именно тогда он официально признал его своим наследником на символической церемонии в Брауншвейге в присутствии доверенных лиц, сняв со своей головы шлем и передав его Оттону. В документе, который был составлен тогда, юноша назван наследником по праву наследования. Ему был завещан город Брауншвейг и остальные феодальные владения; кроме того, там было прибавлено пожелание, чтобы все духовные лица, которые держать от него феодальные владения, подтвердили эти права. В последние годы жизни Генрих практически полностью отошёл от государственных дел, и уже при его жизни Оттон был фактическим правителем Брауншвейга.
В этот период Оттон, связанный через мать родством с датским королевским домом, оказался втянут в распри в Датском королевстве. В 1223 году король Вальдемар II вместе с сыном попал в плен к графу Генриху Шверинскому. Условия об освобождении короля, согласованные в 1224 году великим магистром Тевтонского ордена Германом фон Зальцем, были отвергнуты датчанами, которых возглавлял граф Альбрехт Орламюнде, сын сестры Вальдемара II. Оттон поспешил на помощь графу, но в 1225 году их армия была разбита Генрихом Шверинским в битве при Мёльне, а сам Альбрехт попал в плен. Выкупиться из плена Вальдемар II смог в ноябре, при этом он был вынужден принять гораздо более тяжёлые условия, но вскоре вновь ввязался в войну. В 1226 году датский король вместе с Оттоном вторгся в Гольштейн, где нанёс поражение графам Шаумбургским и Шверинским и захватил Рендсбург. В следующем году Вальдемар II смог подчинить Дитмаршен.

## Борьба за Брауншвейгское наследство
28 апреля 1227 года умер Генрих Старший, что вынудило Оттона вернуться на юг, поскольку кроме него на наследство предъявили права и другие стороны. У пфальцграфа остались две дочери: Ирмгарда, жена маркграфа Германа V Баденского, и Агнесса, жена Оттона II Баварского. При этом долю долю последней в наследстве Вельфов ещё до 1220 года приобрёл король Фридрих II, пытаясь захватить Брауншвейг — главный город владений Вельфов. Права на него выдвинул и герцог Людвиг I Баварский, отец Оттона II, что придавало видимость правовых оснований для возможных военных действий. В итоге Оттон Дитя оказался в весьма затруднительном положении. Кроме того, архиепископ Герхард Бременский получил графство Штаде в качестве своего феодального владения по договору с Генрихом Старшим, в результате чего в городах Брауншвейг и Гёттинген проявилось стремление отойти к империи, для чего они пустили к себе эмиссаров императора. Но Оттону удалось сначала привлечь на свою сторону жителей Брауншвейга, пообещав им секьюритизировать городские права, после чего эмиссары были высланы из города; такие же обещания Оттон в дальнейшем дал и жителям Гёттингена. Считая, что этим он обеспечил безопасность брауншвейгского наследства, Оттон вновь проявил интерес к войне на Севере.
В 1227 году Оттон участвовал в битве при Борнхёведе, в которой армия Вальдемара был разбита, а Оттон попал в плен и был заключён в Ростоке.
Император Фридрих, узнав о пленении Оттона, опять попытался захватить Брауншвейг. Армию возглавил его сын Генрих, однако попытка успехом не увенчалась, поскольку жители города закрыли ворота и были готовы к защите, и Генрих, опасаясь приближении датской армии, отступил. В дальнейшем Фридрих II, занятый другими делами, не имел возможности повторить попытку.
Оттон получил свободу в 1228 году после смерти Генриха Шверинского. До Брауншвейга он добрался в сентябре. В благодарность за поддержку жителей он даровал городу различные привилегии. Кроме того купцы получили возможность беспошлинной торговли с Данией. В том же году в Люнебурге Оттон женился на Матильде, дочери маркграфа Бранденбурга Альбрехта II. Этот брак значительно усилил влияние Оттона.
21 августа 1235 году на хофтаге в Майнце Оттон примирился с императором Фридрихом II, признавшим за Оттоном титул герцога Брауншвейг-Люнебурга, и получил статус имперского князя, утраченный его дедом, Генрихом Львом. Однако он был вынужден в 1236 году заключить мир с архиепископом Бремена, отдав ему графство Штаде. Взамен он получил ряд ленов в Майнцком архиепископстве, которыми в своё время владел его дед.
Позже Оттон смог значительно увеличить свои владения. Так, в 1241 году он получил от графов Лауэнроде город Ганновер.
После смерти Фридриха II Оттон поддерживал антикороля Генриха Распе, а после его смерти — Вильгельма II Голландского, за которого он выдал замуж одну из дочерей. Это позволило ему ещё больше увеличить владения. К концу своей жизни он смог связать первоначально достаточно разрозненные владения.
Оттон неожиданно умер 9 июня 1252 года.

## Брак и дети
Жена: с 1228 года (Люнебург) Матильда Бранденбургская (около 1206/1215 — 10 июня 1261), дочь маркграфа Бранденбурга Альбрехта II и Матильды фон Ленсберг. Дети:
- Матильда (ум. 25 августа или 1 декабря 1297), регентша Ангальта в 1266—1270 годах, аббатиса Гернроде в 1275—1295 годах; муж: Генрих II (около 1215—1266), князь Ангальта в 1252—1253 годах, князь Ангальт-Ашерслебена с 1253 года[4].
- Елена (18 марта 1223 — 6 сентября 1273); 1-й муж: с около 9 октября 1239 года Герман II (умер 3 января 1241), ландграф Тюрингии; 2-й муж: с около 1247/1248 Альбрехт I (ум. 1260), герцог Саксонии[4].
- Елизавета (ум. 27 мая 1266); муж: с 25 января 1252 года Вильгельм II (февраль 1228 — 28 января 1256), граф Голландии и Зеландии с 1235, король Германии (Вильгельм) с 3 октября 1247 года[4].
- Оттон (умер около 16 января 1247)[4].
- Альбрехт I Великий (1236 — 15 августа 1279), герцог Брауншвейг-Люнебурга в 1252—1267 годах, герцог Брауншвейг-Люнебурга в Брауншвейге с 1267 года[4].
- Оттон (умер 4 июля 1279), князь-епископ Хильдесхайма с 1264 года[4].
- Иоганн I (около 1242 — 13 декабря 1277), герцог Брауншвейг-Люнебурга в 1252—1267 годах, герцог Брауншвейг-Люнебурга в Люнебурге с 1267 года[4].
- Конрад (умер 15 сентября 1299), епископ Вердена с 1269 года[4].
- Адельгейда (умерла 12 июня 1274); муж: ранее 26 марта 1262 года Генрих I Дитя (24 июня 1244 — 21 декабря 1308), ландграф Гессена с 1264 года[4].
- Агнес (умерла 28/31 декабря 1327), канонесса в Кведлинбурге в 1263 году; муж: с около 1263/1265 года Вислав II (ум. 29 декабря 1302), князь Рюгена с 1260/1261 года[4].